# Amt Steuerwald

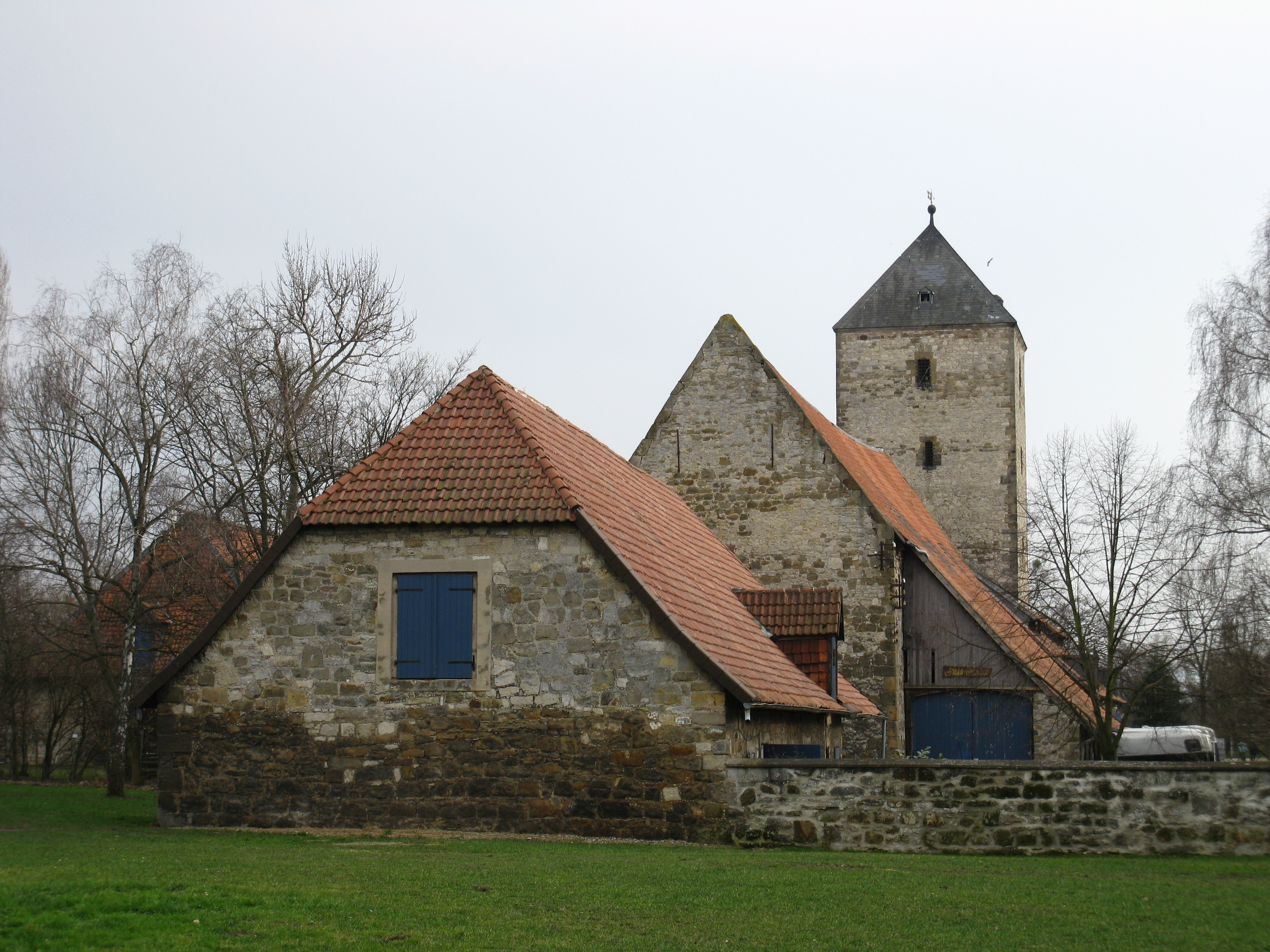
Burg Steuerwald in Hildesheim

Das Amt Steuerwald war ein historisches Verwaltungsgebiet des Hochstifts Hildesheim bzw. des Königreichs Hannover.

## Geschichte
Das Amt geht auf die gleichnamige, um 1310/13 errichtete Bischofsburg Steuerwald zurück und diente bis zur Säkularisation des Hochstifts zur Versorgung der Residenz, weshalb es auch meist durch bischöfliche Amtmänner verwaltet wurde und nicht verpfändet war. Das Amt Steuerwald war mit der Hauptstadt Hildesheim und der Anzahl der Gemeinden das wichtigste Amt im Hochstift Hildesheim, und auch eines der größten. Erst im 16. Jahrhundert gelangte es in die Hände adeliger Gläubiger (zuletzt Rudolf von Rauschenplat). Bischof Friedrich von Schleswig-Holstein gelang 1554 mit finanzieller Beihilfe seiner Brüder die Einlösung des Amts. Als nach seinem Tod (1556) der katholische Stiftsdechant Burchard von Oberg zum neuen Bischof gewählt wurde, behielt Friedrichs Bruder Adolf I. von Schleswig-Holstein das Amt unter seiner Kontrolle. 1562 führte er für die Ämter Steuerwald und Peine eine reformatorische Kirchenordnung ein. Erst im Frühjahr 1564 konnte Bischof Burchard das Amt erneut einlösen und begann mit der Durchführung der Gegenreformation, die fast das gesamte Amtsgebiet wieder dem katholischen Bekenntnis zuführte. Die Gemeinden Barnten und Giften dagegen blieben lutherisch.
1802 wurde das Amt mit dem Hochstift Hildesheim preußisch, 1807 kam es unter französisch-westphälische Herrschaft. Nach der Angliederung an das Königreich Hannover (1815) wurde es im alten Umfang restituiert, jedoch schon 1823 mit es dem Amt Marienburg zum Amt Steuerwald-Marienburg vereinigt. Zugleich wurde die Vogtei Nettlingen mit Ausnahme des Dorfs Wendhausen abgetrennt und dem Amt Steinbrück zugelegt. 1844 wurde das Amt mit dem Amt Hildesheim vereinigt.

## Gemeinden
Die folgende Tabelle listet alle Gemeinden auf, die dem Amt Steuerwald bis 1807 angehört haben und ihre Gemeindezugehörigkeit heute. Dazu zählten eine Stadt, Dörfer und Weiler, aber ggf. auch Einzelhäuser und ähnliche Liegenschaften, wenn sie im zu Grunde liegenden Verzeichnis genannt sind.  In Spalte 2 ist, mit Ausnahme von Moritzberg, die Anzahl aller Haushalte im Jahre 1760 verzeichnet, und zwar Freie Häuser, Vollhöfe, Halbspännerhöfe, Viertelspännerhöfe, Großköthnerhöfe, Kleinköthnerhöfe und Brinksitzer zusammengenommen (im Original jeweils einzeln aufgeführt). Moritzberg, obwohl Teil des Hochstifts und des Amtes Steuerwald, war autonomer Besitz des Mauritius-Stifts und darum abgabenfrei; es verweigerte 1760 wegen seiner Autonomierechte die Zählung der Haushalte. Die Stadt Hildesheim war 1760 untergliedert nach Altstadt (1.401 Haushalte), Neustadt (522 Haushalte) und Immunitätsdistrikt (90 freie Häuser). Trotz der anderslautenden Bemerkung 1760 war Hildesheim nie wirkliche Freie Reichsstadt. In Spalte 3 ist die Einwohnerzahl im Jahr 1910 verzeichnet, in Spalte 4 die heutige Gemeindezugehörigkeit, in Spalte 5 Anmerkungen, die zumeist auf den Anmerkungen im Original 1760 bei Büsche beruhen. 1910 zählten die Gemeinden des alten Amtes Steuerwalds etwa zu gleichen Teilen zum Landkreis Hildesheim und zum Landkreis Marienburg, die beide ihren Sitz in der kreisfreien Stadt Hildesheim hatten. 
| Altgemeinde       | Haushalte | 1910   | heute       | Anmerkung (Original 1760 in kursiv)                                                      |
| ----------------- | --------- | ------ | ----------- | ---------------------------------------------------------------------------------------- |
| Achtum-Uppen      | 21        | 539    | Hildesheim  | Achtum und Ulpen, Junkerndorf, ist eine Gemeinde                                         |
| Ahrbergen         | 69        | 829    | Giesen      | Dorf, darin ein adlig freier Hof                                                         |
| Ahstedt           | 48        | 441    | Schellerten | Dorf, darin eine Windmühle                                                               |
| Barnten           | 32        | 432    | Nordstemmen | Dorf                                                                                     |
| Bavenstedt        | 25        | 434    | Hildesheim  | Dorf, darin ein freier Hof                                                               |
| Bettmar           | 22        | 405    | Schellerten | Dorf, darin ein freier Hof                                                               |
| Dingelbe          | 76        | 975    | Schellerten | Dingelve, Dorf, darin ein adlig freier Hof , 1 Wassermühle, 1 Windmühle                  |
| Dinklar           | 78        | 942    | Schellerten | Dorf                                                                                     |
| Drispenstedt      | 16        | 657    | Hildesheim  | Dorf, darin ein freier Hof                                                               |
| Einum             | 34        | 423    | Hildesheim  | Einumb, Dorf, darin ein freier Meyerhof                                                  |
| Emmerke           | 56        | 690    | Giesen      | Dorf, darin ein freier Hof                                                               |
| Farmsen           | 16        | 194    | Schellerten | Farmesen, Dorf, darin eine Windmühle und ein Krughof                                     |
| Giften            | 28        | 382    | Sarstedt    | Dorf                                                                                     |
| Groß Escherde     | 29        | 382    | Nordstemmen | Dorf                                                                                     |
| Groß Förste       | 37        | 354    | Giesen      | Dorf, dabei eine Wassermühle                                                             |
| Groß Giesen       | 38        | 590    | Giesen      | Dorf                                                                                     |
| Harsum            | 117       | 2.023  | Harsum      | Dorf, darin ein freier Hof und adelig Gericht                                            |
| Hildesheim        | 2.013     | 50.239 | Hildesheim  | Kaiserliche freye Reichs-Stadt                                                           |
| Himmelsthür       | 50        | 1.721  | Hildesheim  | Dorf, darin zwei freie Höfe                                                              |
| Kemme             | 36        | 386    | Schellerten | Dorf                                                                                     |
| Klein Algermissen | 53        | 850    | Algermissen | Dorf, darin eine Windmühle                                                               |
| Klein Escherde    | 24        | 271    | Nordstemmen | Dorf                                                                                     |
| Klein Förste      | 32        | 328    | Harsum      | Dorf                                                                                     |
| Klein Giesen      | 26        | 463    | Giesen      | Dorf, dabei eine Wassermühle                                                             |
| Lademühle         | 2         | -      | Hildesheim  | zählte ab 1807 zu Himmelsthür eine Mühle, ein Oekonomiehof                               |
| Moritzberg        | -         | 4.575  | Hildesheim  | St. Mauritii, Berg-Flecken, ein weltliches Collegiatstift                                |
| Nettlingen        | 87        | 932    | Söhlde      | Dorf, darin ein adliges Haus, drei Mühlen, 1910 Nettlingen-Helmersen                     |
| Ottbergen         | 54        | 805    | Schellerten | Dorf, dabei eine Wassermühle                                                             |
| Rautenberg        | 36        | 399    | Harsum      | Dorf, nördlich gelegene Exklave                                                          |
| Schellerten       | 52        | 959    | Schellerten | Schelverten, Dorf, dabei eine Windmühle                                                  |
| Sorsum            | 57        | 741    | Hildesheim  | Dorf, darin zwei freie Höfe                                                              |
| Steuerwald        | 4         | 202    | Hildesheim  | Burg Steuerwald, Amtshaus: dabey ein Zollhaus, 2 Oeconomische Höfe, 1 Mühle, 1 Wirtshaus |
| Sulta             | 1         | -      | Hildesheim  | Zur Sulta oder Kloster St. Bartholomäi, Augustiner-Chorherren-Kloster                    |
| Wendhusen         | 25        | 375    | Schellerten | Dorf, darin ein freier Hof und eine Wassermühle                                          |
| Wöhle             | 43        | 384    | Schellerten | Dorf                                                                                     |

Das Amt setzte sich zuletzt aus der Hausvogtei und zwei Amtsvogteien zusammen. Sie umfassten (1823) folgende Gemeinden und Wohnplätze:
- Hausvogtei: Barnten, Emmerke, Groß und Klein Escherde, Giften, Groß und Klein Giesen, Himmelsthür und Sorsum, Domäne Steuerwald, die Höfe Entenfang, Lademühle und Posthof.
- Erste Amtsvogtei: Achtum mit Uppen, Ahrbergen, Bavenstedt, Bettmar, Dinklar, Drispenstedt, Einum, Groß und Klein Förste, Kemme sowie das Wirtshaus Bierbrock
- Zweite Amtsvogtei: Ahstedt, Dingelbe, Ottbergen, Schellerten, Wendhausen und Wöhle.

## Drosten und Amtmänner

### Drosten
- 1581–1583: Asche von Holle

…
- 1697–1722: Franz Johann Rudolf von Wobersnow
- 1722–1758: Ingnatius Franz Friedrich von Weichs
- 1758–1768: Franz Stephan von Weichs
- 1768–1802: Ludwig Benedikt von Gemmingen

### Amtmänner
- -1563: Matthias Schilling
- 1564–1580: Heinrich Braunschweig
- 1580–1593: Jobst Hadeler
- 1593–1598: Eberhard von Essen
- 1598–1604: Heinrich Borgentreich
- 1604–1609: Heinrich Gellern
- 1609–1626: Johann Flöckher
- 1627–1634: Sievert Heister
- 1634–1643: Ludolf Behling
- 1643–1649: Sievert Heister
- 1649–1662: Johannes Bucholtz
- 1662–1697: Johann Gottfried Buchholtz
- 1697–1713: Johann Friedrich Nicolartz
- 1713–1724: Joachim Heinrich (von) Hermanni
- 1725–1733: Johann Heinrich Cordes
- 1733–1757: Johann Ferdinand von Fumetti
- 1758–1766: Franz Anton Weber
- 1766–1780: Caspar Engelbert Tils
- 1780–1802: Franz Joseph Schnurbusch
- 1802–1806: Wilhelm Max Zeppenfeldt
- 1806–1813: Wilhelm Pfingsthorn
- 1815–1817: Arnold Busch, tit. Amtmann (auftragsweise)
- 1818–1844: Joseph Max Grebe, Amtmann